# 阿哲格爾湖
37°49′N 29°53′E / 37.817°N 29.883°E

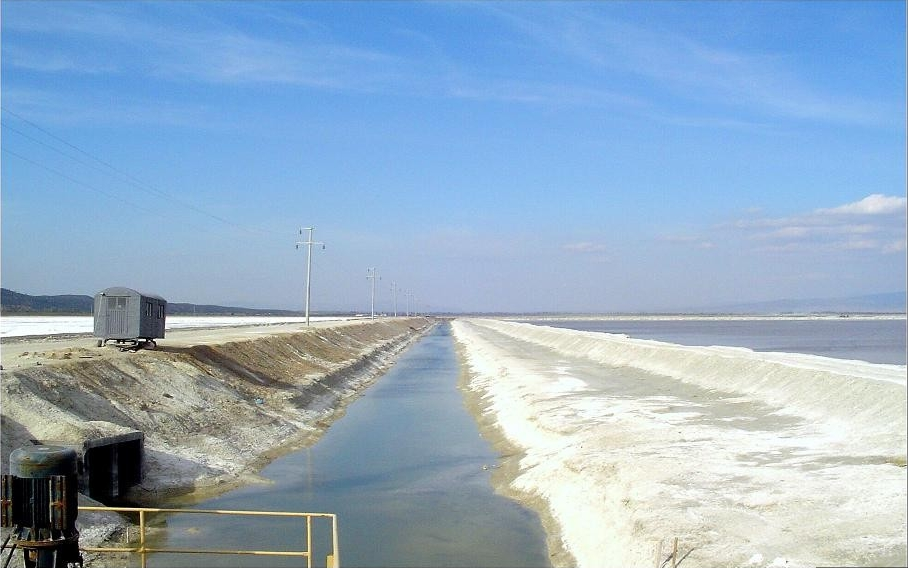
阿哲格爾湖

阿哲格爾湖（土耳其語：Acıgöl）是土耳其的湖泊，位於該國西部阿菲永卡拉希薩爾省、布爾杜爾省和代尼茲利省交界處，毗鄰巴爾杜爾，長30公里、寬7公里，面積100平方公里，海拔高度836米，最大水深2米。